# Longjiang
Longjiang (en chino, 龙江; pinyin, Lóngjiāng; literalmente, ‘río Dragón’) es un condado  bajo la administración directa de la Prefectura Qiqihar en la Provincia de Heilongjiang, República Popular China.  Su área es de 5887 km² y su población total para 2010 superó los 610 mil habitantes. 

## Administración
Desde julio de 2020, el  Condado Longjiang se divide en 14 pueblos que se administran en 8 poblados y 6  villas.